# 阿Q (バンド)
阿Q（あキュー）は、日本のロックバンド。

## 概要
1984年に小野寺明敏（TARACO）が中心となって宮城県仙台市に結成し、『NHKヤングミュージックフェスティバル』に出場。翌1985年にはヤマハ主催の「ヤマハポピュラーソングコンテスト」（ポプコン）にも出場し、インディーズレーベルからシングルもリリースし始めた。1987年にキティレコードからシングル「MASAMUNE」をリリースしメジャーデビュー、1988年にアルバム「MOTHER STANDING」でプラッツアーティスト（学研出資のレコード会社、現在は廃業）に移籍した。1990年に活動休止するも、2011年に東日本大震災の復興支援として一時活動再開した。

## メンバー
- 小野寺明敏 - ヴォーカル
  - 愛称はTARACO。宮城県仙台市出身。阿Qのリーダーであり、1984年の結成当時より在籍。リリースした全曲の作曲を手掛けている。
- 大坂鉄雄 - ギター
  - 愛称はDAITETSU。神奈川県横浜市出身。高校入学前に仙台に移住し、小野寺とは同級生で幼馴染であった。リリースした作詞を手掛けている。2010年12月死去。
- 鈴木秀雄 - ベース
  - 愛称はMANJU。秋田県秋田市出身。1986年に加入。
- 木下義則 - ドラムス
  - 愛称はP-SUKE。岩手県釜石市出身。1985年に加入。

## ディスコグラフィ

### シングル
以下はインディーズレーベル「太平レコオド」よりリリース
- MASAMUNE（1986年8月発売）
- おしゃれFREAK（1987年1月発売）
- Living Loving（1987年3月発売）
- Sexy I Tight（1987年5月発売）
- サマーハンマーズ（1987年6月発売）
- バビロン ノ コトリ ノ セイシンシュウチュウ（1988年12月発売）- 小D名義。

以下はキティレコードよりリリース
- MASAMUNE（1987年5月）
- I Believe My Babeなんて云えない（1987年11月）

以下はプラッツよりリリース
- ダンスはサイレンの彼方（1988年10月21日発売）
  1. ダンスはサイレンの彼方
  2. 60歳のKISS

- ナスティ（1989年4月21日発売）
  1. ナスティ
  2. ただ…
  3. I AM MIRROR

### アルバム
- MOTHER STANDING（1988年10月21日発売）
- リレー（1989年4月21日発売）
- あえて言うとするならばだ（1990年2月21日発売）
- 今更阿Q（2011年9月18日配信）- 配信リリース